# Junte (institution)
Cet article traite des institutions de la péninsule Ibérique et de l'Amérique latine en excluant les juntes militaires apparues au XXe siècle et issues d'un coup d'État. Pour les articles homonymes, voir Junte.

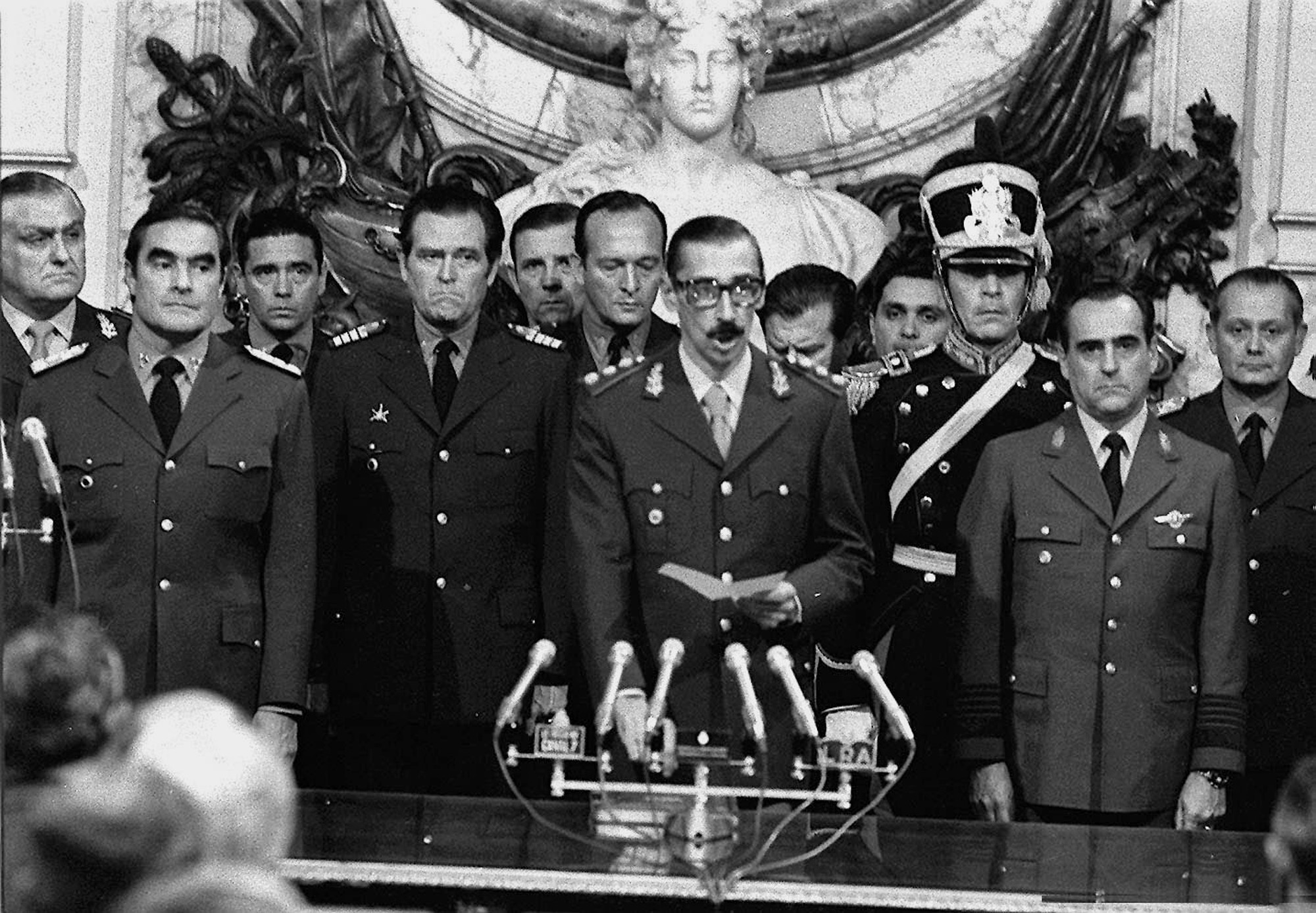
Serment de Jorge Rafael Videla en tant que président de l'Argentine.

La Junte (en castillan : junta) est le nom d'un certain nombre d'institutions caractéristiques de l'administration de la monarchie espagnole de l'Ancien régime, de la monarchie libérale, de la monarchie espagnole contemporaine et de l'histoire de l'Amérique latine.
Les assemblées ou conseils ainsi nommées peuvent être à vocation provisoire ou permanente, à vocation de débat d'experts, de représentation politique ou de gouvernement. Le terme, suivant l'époque et la région, nomme des institutions de nature différente, sans que l'on puisse établir une homogénéité ni dans le temps, ni sur des territoires. On peut dire que toute assemblée peut être nommée junta. Dans l'organisation politique des royaumes d'Espagne et sous la monarchie absolue, les monarques à côté des différents conseils (consejos) se sont dotés de commissions dont leur caractère de conseil était limité dans le temps et à un sujet précis. Des assemblées de théologiens sont restées célèbres, par exemple la Junta de Valladolid, convoquée pour déterminer la nature des Indiens et qui n'a pas formulé de conclusion. Charles III a instauré un gouvernement, la Junta Suprema de Estado, qui a existé de 1787 à 1792.
Dans les provinces basques de l'Espagne (Navarre, Biscaye, Gipuzkoa, Alava) les Juntas Generales ont été leurs parlements historiques du début de la monarchie absolue, jusqu'à leur dissolution à la fin du XIXe siècle.
Dans l'histoire de l'Amérique latine, les juntes sont la plupart du temps liées à l'histoire de l'indépendance face à la royauté. Souvent les juntes sont de gouvernements provisoires qui s'insurgent contre le pouvoir du vice-roi.
Dans l'Espagne de la constitution de 1978, certaines communautés autonomes ont repris le terme pour désigner suivant les cas, l'ensemble des institutions autonomes, le gouvernement ou le parlement local.

## Amérique latine

### Argentine
- Primera Junta de Gobierno
- Junta Grande
- Junta de Representantes de Buenos Aires

### Bolivie
- Junta Tuitiva

### Chili
- Primera Junta Nacional de Gobierno de Chile
- Junta de Gobierno de Chile

### Salvador
- Junta Consultiva

### Mexique
- Junta de Zitácuaro

### Nicaragua
- Junta Gubernativa de Managua

### Panama
- Junta Provisional de Gobierno de Panamá

### Pérou
- Suprema Junta Gubernativa del Perú

### Venezuela
- Junta Suprema de Caracas

## Péninsule Ibérique

### Espagne

#### Sous la monarchie d'Ancien régime
- Junta de Comunidades, durant la guerre des communautés de Castille, entre 1520 et 1521, plusieurs assemblées de comuneros en rébellion contre la couronne de Castille se sont appelées juntes.
- Junta General de las Siete Merindades de Castilla Vieja
- Junta de Regencia
- Juntas Generales de las Provincias Vascongadas
- Juntas Generales de Álava
- Juntas Generales de Guipúzcoa
- Juntas Generales de Vizcaya
- Xunta do Reino de Galicia, représentation du royaume de Galice auprès de la couronne de Castille jusqu'en 1833.

#### Époque contemporaine
- Junta Suprema de Estado
- Durant la guerre d'indépendance espagnole un grand nombre d'organes de pouvoir local pour l'indépendance se sont appelés juntas.
- Au cours de la Restauration bourbonienne, les Juntes de défense (1916-1922) sont une organisation militaire corporatiste et prétorienne.
- Junta Suprema Central
- Junta para la Ampliación de Estudios

#### Les différentes juntes des communautés automnes de l'après franquisme
Le terme est repris pour désigner trois types d'institutions des communautés autonomes, en effet les pouvoirs politiques de chaque communauté sont définis dans son statut et il n'y donc pas d'homogénéité pour l'ensemble des communautés autonomes.  

##### Junte: ensemble des institutions de la communauté autonome
- Junta de Andalucía
- Junta de Comunidades de Castilla-La Mancha

##### Junte: exécutif de la communauté autonome
- Junta de Castilla y León
- Junta de Extremadura
- Xunta de Galicia

##### Junte: parlement de la communauté autonome
- Junte générale de la principauté des Asturies

### Portugal
- Junta Geral
- Junta Autónoma das Estradas, organisme public créé en 1927.
- Junta de freguesia